# ويستون إدوارد فيفيان
ويستون إدوارد فيفيان (بالإنجليزية: Weston E. Vivian)‏ هو سياسي أمريكي، ولد في 25 أكتوبر 1924. حزبياً، نشط في الحزب الديمقراطي. وقد انتخب عضو مجلس النواب الأمريكي. 